# Piesport
Piesport település Németországban, Rajna-vidék-Pfalz tartományban. Lakosainak száma 2048 fő (2023. december 31.).

## Népesség
A település népességének változása:
| Lakosok száma | 2188 | 2073 | 2054 | 2059 | 2072 | 2048 |
|               | 1975 | 2017 | 2019 | 2021 | 2022 | 2023 |